# Le Moule
Le Moule è un comune francese di 22 086 abitanti situato sulla costa occidentale dell'isola di Grande-Terre e facente parte del dipartimento d'oltremare di Guadalupa. Il suo territorio è suddiviso tra due cantoni.
La città fu fondata nel 1635 e storicamente è stato uno degli insediamenti coloniali francesi più importanti di Guadalupa. Fu un fiorente porto per il commercio della canna da zucchero e il rum per tutto il XVIII secolo, tanto da ottenere, nel 1828, l'autorizzazione all'esportazione diretta verso la madrepatria (senza cioè il transito delle merci da Pointe-à-Pitre) diventando, così, il primo porto commerciale di Grande-Terre.
Successivamente, la richiesta mondiale di canna da zucchero subì una progressiva flessione, nel corso del XIX secolo, al crescere della produzione di zucchero da barbabietola. Con l'inizio del XX secolo, questo trend aveva messo in crisi l'economia di Le Moule - e in generale di Guadalupa - provocando la chiusura di molti zuccherifici e il suo declino commerciale.
Le Moule è una località balneare rinomata soprattutto per il surf, a causa dell'altezza delle onde marine, e ha ospitato, nel 2003, il campionato mondiale di waveski.
Nonostante le distruzioni operate in passato da incendi e cicloni, la città conserva alcuni monumenti coloniali: due residenze dell'aristocrazia francese, un forte e una chiesa risalenti ad un periodo compreso tra il XVIII e XIX secolo.
Qui nacque il botanico e naturalista Édouard Placide Duchassaing de Fontbressin.